# Anette Michel
Anette Michel Carillo (Guadalajara, Mexikó, 1971. június 30. –) mexikói színésznő, modell.

## Élete és pályafutása
1971. június 30-án született Guadalajarában, Mexikóban. Édesapja gyermekkorában meghalt, ezért a rokonai nevelték a későbbiekben. Nekik akart segíteni és pénzt szerezni saját maga is, így fiatalon modellkedni kezdett. Hogy beinduljon modellkarrierje, Mexikóvárosba költözött, ahol rögvest fel is figyelt rá a híres mexikói modellügynökség, a Contempo.
Elvégezte a TV Azteca színészképzőjét, a Centro de Formación Actoralt (CEFAC).
1996-ban felajánlottak neki egy szerepet az új készülő telenovellában, az Al norte del corazónban, ám nem fogadta el az ajánlatot. Mint mondta, nem a sorozattal, hanem a felajánlott szereppel nem szimpatizált. 1997-ben felkérték újra, hogy játsszon el a sorozatban egy szerepet, de ezúttal a főszereplő, Ángela Medina karakterét ajánlották fel neki, amit el is fogadott.
A Tempranitóban 1998-ban magát alakította. Legközelebb 1999-ben láthattuk a Marea Bravában, mint Alejandra. 2001-ben Anát alakította a Lo que las mujeres callamosban. Tehetségét ezután a Cuando seas míában (magyarul: Amikor az enyém leszel) csillogtatta meg, 2001 és 2002 között, Bárbara Castrejón de Sánchez Serrano szerepével.
2003-ban Caridadot alakította a Mirada de mujer... el regresóban. 2005-ben a La otra mitad del Solban láthattuk, mint Mariana Robledo. Szerepelt a Montecristóban is 2006-ban. 2007-ben a 13 Maravillas című dokumentumfilmben szerepelt. 2007 és 2008 között Nora Montesiros szerepét játszotta el a Se busca un hombréban. Kettős szerepben tündökölhetett a Pasión morenában 2009 és 2010 között. Emilia Dumontot és Casandra Rodríguezt kellett eljátszania. 2012-ben a La mujer de Judasban alakította Altagracia Del Torót.

## Magánélete
2001-ben, négy évvel megismerkedésük után házasságot kötött Jorge Luis Pilával, ám házasságuk csak néhány hónapig tartott és elváltak. 2008. november 25-én Acapulcóban feleségül ment Gregorio Jiménez-hez. 2011. január 10-én Mexikóvárosban megszületett kisfiúk, Nicolás.

## Filmográfia
- Al norte del corazón (1997) - Ángela Medina
- Marea Brava (1999) - Alejandra
- Lo que las mujeres callamos (2001) - Ana
- Cuando seas mía (Amikor az enyém leszel) (2001-2002) - Bárbara Castrejón de Sánchez Serrano
- Mirada de mujer... el regreso (2003) - Caridad
- La otra mitad del sol (2005) - Mariana Robledo
- Montecristo (2006)
- Se busca un hombre (2007-2008) - Nora Montesinos
- Pasión morena (2009-2010) - Emilia Dumont / Casandra Rodríguez
- La mujer de Judas (2012) - Altagracia Del Toro Callejas 'La Mujer de Judas'
- Secretos de familia (2013) - Cecilia Ventura Morientes